# Hilara basalis
Hilara basalis är en tvåvingeart som beskrevs av Friedrich Hermann Loew 1862. Hilara basalis ingår i släktet Hilara och familjen dansflugor.
Artens utbredningsområde är Illinois. Inga underarter finns listade i Catalogue of Life.